# MIPS Technologies
MIPS Technologies (poprzednio MIPS Computer Systems) – amerykańskie przedsiębiorstwo z siedzibą w San Jose w Kalifornii, projektujące mikroprocesory RISC o nowatorskiej architekturze (patrz architektura MIPS).
Firma MIPS Computer Systems Inc. została założona w 1984 roku przez grupę pracowników z Uniwersytetu Stanforda.